# 눈물이 주르륵
《눈물이 주르륵》은 대한민국 가수 손담비의 네 번째 EP 음반이다. 2012년 11월 21일 손담비는 이 앨범의 뮤직비디오와 디지털 음원을 동시에 공개하며 활동을 개시하였다.
당초 2012년 4월 컴백할 예정이였으나 주연으로 출연 중인 드라마 《빛과 그림자》가 8월까지 연장되어서 한 차례 미뤄지고, 안무 수정과 곡 재 프로듀싱을 이유로 10월 초·중반으로 미뤄졌다가 또 한번 이유 모를 사정으로 연기되어 11월 21일에야 앨범을 공개하면서 컴백했다.

## 수록곡
| #  | 제목                        | 작사        | 재생 시간 |
| -- | --------------------------- | ----------- | --------- |
| 1. | 〈Return〉                  | 용감한 형제 |           |
| 2. | 〈눈물이 주르륵〉           | 용감한 형제 |           |
| 3. | 〈그랬나 봐요〉             | 용감한 형제 |           |
| 4. | 〈Emergency Call〉          |             |           |
| 5. | 〈사랑하고 싶었어〉         |             |           |
| 6. | 〈눈물이 주르륵 (G.remix)〉 |             |           |